# Jack Flett
John "Jack" Flett (født 19. november 1871, død 13. december 1932) var en canadisk lacrossespiller, som deltog OL 1904 i St. Louis.
Flett blev regnet for den bedste lacrossespiller i Winnipeg i begyndelsen af 1900-tallet. Da Shamrock Lacrosse Team fra Winnipeg skulle deltage ved OL 1904, kom han med her, skønt han ikke spillede i klubben. Fire hold var meldt til turneringen ved OL, to canadiske og to amerikanske, men det amerikanske hold fra Brooklyn Crescents blev udelukket, da de havde betalte spillere på holdet. Shamrock-holdet gik direkte i finalen, hvor de mødte det amerikanske hold fra St. Louis Amateur Athletic Association. Shamrock vandt kampen klart med 8-2.
Efter afslutningen af sin aktive karriere flyttede han til British Columbia og gik ind politik. Han sad således i provinsregeringen i mere end to årtier, og han sad også i provinsens filmcensurråd. Han havde to brødre, Rod og Magnus, der begge spillede ishockey på eliteniveau.